# Ministerio de Energía y Minas del Perú
El Ministerio de Energía y Minas es el ministerio del Poder Ejecutivo encargado del sector energético y minero del Perú. A su vez, coordina para la igual distribución de la energía en la nación.

## Misión
Promover el desarrollo sostenible de las actividades energéticas y mineras, impulsando la inversión privada en un marco global competitivo y facilitando las relaciones armoniosas del sector.

## Objetivos
1. Promover el desarrollo y uso de los recursos energéticos de manera racional, eficiente y competitiva, en un contexto de descentralización y desarrollo regional, priorizando la inversión privada, la satisfacción de la demanda, así como el empleo de energías renovables en la electrificación rural.
2. Promover el desarrollo del subsector minero, impulsando la inversión privada y la estabilidad jurídica, fomentando la racional explotación y la introducción de tecnologías limpias en la pequeña minería y minería artesanal, en el marco del proceso de descentralización regional.
3. Promover la preservación del ambiente, por parte de las empresas energéticas y mineras, así como fomentar las relaciones armoniosas entre las empresas del sector, los consumidores y la sociedad civil.
4. Propiciar y desarrollar una cultura de planeamiento sectorial e institucional, así como administrar los recursos de manera eficiente y eficaz.

## Organización
- Secretaría General
- Viceministerio de Energías
  - Dirección General de Electricidad
  - Dirección General de Electrificación Rural
  - Dirección General de Hidrocarburos
  - Dirección General de Eficiencia Energética
  - Dirección General de Asuntos Ambientales Energéticos
- Viceministerio de Hidrocarburos
- Viceministerio de Minas
  - Dirección General de Minería
  - Dirección General de Asuntos Ambientales Mineros

## Inventario de Pasivos Ambientales Mineros
El artículo 3 de la Ley que regula los pasivos ambientales de la actividad minera, o ley n.° 28271, aprobada el 2 de julio de 2004, establece que el Ministerio de Energía y Minas estará a cargo de la identificación, elaboración y actualización del inventario de pasivos mineros. El primer inventario de pasivos ambientales mineros fue aprobado mediante Resolución Ministerial N.º 290-2006-MEM/DM del 15 de junio de 2006, publicada en el Diario Oficial El Peruano, en donde se listaron 850 pasivos mineros.
La actualización más reciente, aprobada por la Resolución Ministerial N.º 290-2006-MEM/DM del 7 de septiembre de 2022, incluye 6903 pasivos mineros.

## Órganos adscritos al Ministerio
- Instituto Geológico Minero y Metalúrgico (INGEMMET)
- Instituto Peruano de Energía Nuclear (IPEN)
- Consejo de Administración de Recursos para la Capacitación en Electricidad (CARELEC)

### Empresas Públicas
- Petróleos del Perú (PETROPERU)
- Activos Mineros  (AMSAC)
- Empresa Regional de Servicio Público de Electricidad de Puno  (ELECTRO PUNO)
- Empresa de Electricidad de Ucayali S.A. (Electro Ucayali)
- Empresa de Administración de Infraestructura Eléctrica S.A. (ADINELSA)
- Empresa de Electricidad del Perú S.A. (ELECTROPERU)
- Empresa de Generación Eléctrica de Arequipa S.A. (EGASA)
- Empresa de Generación Eléctrica del Sur S.A. (EGESUR)
- Empresa de Generación Eléctrica Machupicchu S.A. (EGEMSA)
- Empresa de Generación Eléctrica San Gabán S.A. (EGESG)
- Distriluz (Holding público-privado)
  - Empresa de Servicio Público de Electricidad del Noroeste del Perú S.A. (ENOSA)
  - Empresa Regional de Servicio Público de Electricidad Electronorte Medio S.A (HIDRANDINA)
  - Empresa Regional de Servicio Público de Electricidad del Centro S.A. (ELECTROCENTRO)
  - Empresa Regional de Servicio Público de Electricidad del Norte S.A. (ENSA)
- Empresa Regional de Servicio Público de Electricidad del Oriente S.A. (Electro Oriente)
- Electro Sur Este (ELSE)
- Empresa Regional de Servicio Público de Electricidad del Sur S. A. (Electrosur)
- Sociedad Eléctrica del Sur Oeste S.A. (SEAL)
- Perúpetro S.A

### Empresas Privadas
- Pluz Energía Perú
- Luz del Sur